# Doo-Wops & Hooligans
Doo-Wops & Hooligans – pierwszy album studyjny amerykańskiego piosenkarza Bruno Marsa. Płytę wydała 4 października 2010 roku Elektra Records jako digital download (12 plików MP3). Krążek nagrano w stylu pop, rock, R&B, reggae i soul. Z albumu wydano trzy single, "Just the Way You Are", "Grenade" i "The Lazy Song". Dwa pierwsze otrzymały platynowe płyty w różnych krajach i utrzymywały się na wysokich pozycjach na listach przebojów. W Stanach Zjednoczonych krążek zadebiutował na 3. miejscu w Billboard 200. Płyta zadebiutowała na pierwszym miejscu w Wielkiej Brytanii, w pierwszej piątce w Nowej Zelandii i Australii, a numer dwadzieścia dziewięć osiągnęła w Irlandii. Od premiery płyta sprzedała się w 2.300.000 egzemplarzy w Stanach Zjednoczonych i uzyskała status podwójnie platynowej płyty, przyznanej przez RIAA. W styczniu 2011, "Doo-Wops & Hooligans" był certyfikowany platyną w Nowej Zelandii, a także złotą w Australii, Kanadzie i Wielkiej Brytanii. Debiutował również w German Albums Chart, na miejscu pierwszym. Album jest promowany przez trasę koncertową "Doo-Wops & Hooligans Tour", która zakończyła  się w kwietniu 2011.
W Polsce płyta osiągnęła status złotej.
Bruno Mars:

"Najbardziej cieszy mnie, gdy mogę objechać świat i śpiewać moje piosenki. Wydaje mi się, że ludzie wolą mnie, gdy występuję, bo wraz z zespołem robię z koncertu świetną imprezę". "W mojej muzyce nie ma żadnych sztuczek. Jest szczerość i wspaniałe melodie". Trudno o lepszą zachętę do posłuchania "Doo-Wops & Hooligans".

## Lista utworów
1. "Grenade" - 3:42
2. "Just the Way You Are" - 3:40
3. "Our First Time" - 4:03
4. "Runaway Baby" - 2:27
5. "The Lazy Song" - 3:15
6. "Marry You" - 3:40
7. "Talking to the Moon" - 3:37
8. "Liquor Store Blues" (featuring Damian Marley) – 3:49
9. "Count on Me" - 3:17
10. "The Other Side" (featuring Cee Lo Green & B.o.B) – 3:47
11. "Somewhere In Brooklyn" - 3:01